# Epinastin
Epinastin ist ein Arzneistoff, der als Antihistaminikum zur Linderung der Beschwerden bei allergischen Bindehautentzündungen eingesetzt wird.

## Wirkung
Der Wirkstoff besetzt die Histamin-Bindungsstellen im Körper und vermindert so die Allergiereaktion. Es ist ein potenter Antagonist (genauer: ein inverser Agonist) an H1-Rezeptoren (H1-Antihistaminikum) und penetriert die Blut-Hirn-Schranke nicht. Zudem ist das Medikament mastzellstabilisierend.

## Nebenwirkungen
Beobachtete Nebenwirkung ist die Reizung der Augen. Es hat keine Auswirkungen auf das zentrale Nervensystem.

## Stereochemie
Arzneimittel enthalten den Arzneistoff als Racemat (1:1-Gemisch der Enantiomere), wobei aus grundsätzlichen Überlegungen die Verwendung des besser bzw. nebenwirkungsärmer wirksamen Enantiomers zu bevorzugen wäre.

## Handelsnamen
Epinastin ist in Deutschland, Österreich und der Schweiz unter dem Namen Relestat im Handel erhältlich.